# بطارية التقييم الجبهي
بطارية التقييم الجبهي (بالإنجليزية: Frontal Assessment Battery)‏ هي بطارية اختبار مسحي قصير لتقييم الوظائف التنفيذية بالدماغ.

## البنية
بطارية التقييم الجبهي هي بطارية اختبارات، مكونة من ستة اختبارات فرعية، تستغرق حوالي عشر دقائق وهي مُصمَّمة لتقييم الوظائف التنفيذية بالدماغ.

## التطبيقات
بطارية التقييم الجبهي مفيدة في التشخيصي التفريقي للأمراض العصبية، بما في ذلك مرض باركنسون، والتنكس القشري القاعدي، والخرف الجبهي الصدغي، ومرض آلزهايمر، وداء هنتنغتون، والشلل فوق النووي المترقي، والخرف المصحوب بأجسام ليوي.

## التطوير
طُوِّرت بطارية التقييم الجبهي عام 2000، وأصبحت الأداة الأكثر استخدامًا لتقييم الوظائف التنفيذية بالدماغ.